# Едуард Хегер
Едуард Хегер (Братислава, 3. мај 1976) словачки је политичар и бивши председник Владе Словачке од 1. априла 2021. до 15. маја 2023. године. Претходно је обављао функцију потпредседника владе и министра финансија у влади Игора Матовича.
Хегер је до 2023. био члан председништва странке Обични људи и независне личности.